# Леді Бабушка
Леді Баб́ушка (англ. Babushka Lady) — невідома жінка, яка була присутня під час убивства Джона Кеннеді, і яка, можливо, зробила знімки подій, що відбулись тоді у Ділі Плаза. Своє прізвисько отримала через хустку, схожу на ті, що носять на голові російські жінки старшого віку (у буквальному перекладі з російської бабушка — бабуся, але в англійській мові так чомусь у першу чергу називають саме хустку).
Леді Бабушка з камерою була помічена свідками та на відео вбивства президента США. Вона стояла на газоні між Елм і Мейн-стріт. Жінку можна побачити у фільмах Запрудера, Орвілла Нікса, Мері Мачмор і Марка Белла. Навіть після пострілів вона продовжувала зйомку на свою камеру. Потім вона перетнула Елм-стріт і приєдналась до натовпу на пагорбі. Ні вона, ні фільм, який вона зняла, досі не ідентифіковані та не знайдені. На кожній із відомих фотографій вона повернута спиною до об'єктиву, а у фільмі Запрудера її обличчя закрите камерою.